# Medical Subject Headings

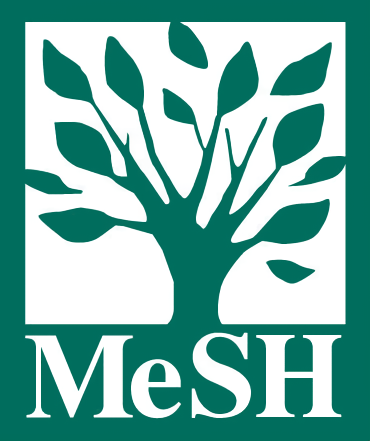
Logo del vocabolario

Medical Subject Headings (acronimo: MeSH) è un enorme vocabolario controllato (o sistema di metadati) ideato con l'obiettivo di indicizzare la letteratura scientifica in ambito biomedico. Il tesauro è stato creato dalla National Library of Medicine (NLM) degli Stati Uniti, che è responsabile anche della sua gestione. Il MeSH viene adoperato per l'indicizzazione degli articoli delle oltre 5000 riviste mediche presenti nel database bibliografico Medline/PubMed e nel catalogo dei libri della NLM. Il vocabolario può essere consultato e scaricato gratuitamente da tutti gli utenti di internet. La stampa dell'edizione cartacea è stata abbandonata nel 2007.
Nei database Medline o PubMed il contenuto di ciascun articolo è indicizzato con 10-15 descrittori, di cui solo uno o due termini indicano l'argomento principale: sono detti pertanto "principali" ("major" in inglese) e identificati con l'apposizione di un asterisco. L'utilità di queste operazioni può essere verificata nelle operazioni di ricerca in quanto il ricorso al vocabolario controllato MeSH e ai descrittori permette di essere molto selettivi e di ridurre enormemente il "rumore" che si otterrebbe se si utilizzassero solo le parole libere del linguaggio comune.

## Struttura dei MeSH

Esempio di struttura gerarchica dei MeSH: Alberi delle Neoplasie dello stomaco (Stomach Neoplasms)

Il vocabolario è costituito da oltre 24.000 termini, organizzati gerarchicamente, dal più generale al più specifico, in sedici categorie identificata da lettere dell'alfabeto ("A" per l'anatomia, "B" per gli organismi, "C" per le malattie, ecc.), ciascuna delle quali a sua volta è suddivisa in sottocategorie, identificate da numeri, sempre più specifiche a mano a mano che si  procede in basso per cui la specificità del termine è proporzionale alla lunghezza del numero. Grazie alla struttura ramificata che scaturisce da questa classificazione, si ottengono degli elenchi di termini definiti "alberi". Per es., nel caso della categoria "C" (Malattie), avremo ventitré sottocategorie ("C01": Infezioni batteriche e micotiche, "C02": Malattie virali, "C03": Malattie parassitarie, "C04" Neoplasie, "C05" Malattie del sistema muscolo scheletrico, "C06" malattie dell'apparato digerente, ecc.) ciascuna delle quali ne contiene numerose altre.
Un dato descrittore può apparire in più punti dell'albero gerarchico, e quindi può essere descritto da più codici alfanumerici. Nel caso, per es., delle "Neoplasie dello stomaco", patologia neoplasica ("C04") e dell'apparato digerente ("C06") potremo ottenere i seguenti alberi:
- Neoplasie [C04]				
  - Neoplasie per sede Site [C04.588]				
    - Neoplasie dell'apparato digerente [C04.588.274]				
      - Neoplasie Gastrointestinali [C04.588.274.476]				
        - Neoplasie dello stomaco [C04.588.274.476.767]

oppure
- Malattie dell'apparato digerente [C06]				
  - Neoplasie dell'apparato digerente [C06.301]				
    - Neoplasie Gastrointestinali [C06.301.371]				
      - Neoplasie dello stomaco [C06.301.371.767]

## Traduzione in lingua italiana
La traduzione dei MeSH dalla lingua inglese a quella italiana è curata dall'Istituto Superiore di Sanità. La traduzione è stata avviata nel 1986 nell'ambito dell'Unified Medical Language System, un progetto della statunitense NLM (National Library of Medicine) che persegue lo scopo di creare un linguaggio medico utilizzabile dai sistemi informatici.